# Palatul Marincu
Palatul Marincu este un palat din municipiul Calafat, Oltenia, România, care a fost declarat monument istoric. Acesta este construit în stilul neoclasic francez, cu accente de baroc și rococo și este o bijuterie arhitectonică ridicată la începutul secolului XX. Acesta găzduiește Muzeul de Artă si Etnografie din Calafat și Centrul Cultural Bulgar.

## Istoric
Palatul a fost construit de Ștefan Marincu și soția sa Marie între anii 1905-1907, care era dintr-o familie foarte bogată. Palatul a fost ridicat pentru a comemora memoria fiicelor sale , Mărioara, care la 13 ani a murit de TBC, după ce și prima fiică Olga a decedat la un an de meningită TBC. Acesta a dorit ca reședința familiei să treacă, după moartea soției, în patrimoniul Calafatului.
Palatul a fost construit după arhitectul francez Paul Gottereau, iar arhitectul Constantin Rogalski de origine poloneză a supravegheat construcția. Meșterii au fost italienii Pietro Adotti, Georgetti și Traunero. Clădirea are 8330 de metri pătrați. Această clădire are și câteva anexe printre care casa portarului, grajdurile, garajul pentru mașini, iar angajații locuiau la etaj având opt camere la dispoziție. În grădina palatului mai există sera, grădina și anexele pentru creșterea animalelor. Acesta are 50 de camere și a costat 1 milion de monede de aur fiind conectat de la început la curent, încălzire și apă. La intrarea principală se află doi lei care păzesc intrarea. Oglinzile de Murano sunt uriașe, iar marmura a fost adusă din Italia fiind de diferite nuanțe.
Clădirea are și rol de muzeu din anul 1967.